# Philorhizus vectensis
Philorhizus vectensis är en skalbaggsart som beskrevs av Edward Caldwell Rye 1873. Philorhizus vectensis ingår i släktet Philorhizus, och familjen jordlöpare. Arten förekommer tillfälligt i Sverige, men reproducerar sig inte.